# Pere Riba
Pere Riba Madrid (ur. 7 kwietnia 1988 w Barcelonie) – hiszpański tenisista.

## Kariera tenisowa
W gronie profesjonalistów od 2003 roku.
W grze pojedynczej wygrał siedem turniejów rangi ATP Challenger Tour, natomiast w grze podwójnej zwyciężył w sześciu imprezach tej kategorii.
Najwyżej w rankingu singlistów sklasyfikowany był na 65. miejscu (16 maja 2011), a w rankingu deblistów na 81. pozycji (7 czerwca 2009).

### Zwycięstwa w turniejach ATP Challenger Tour w grze pojedynczej
| Końcowy wynik | Nr | Data | Turniej  | Nawierzchnia | Przeciwnik           | Wynik finału        |
| ------------- | -- | ---- | -------- | ------------ | -------------------- | ------------------- |
| Zwycięzca     | 1. | 2008 | Sewilla  | Ceglana      | Enrico Burzi         | 6:1, 6:3            |
| Zwycięzca     | 2. | 2009 | Sewilla  | Ceglana      | Albert Ramos-Viñolas | 7:6(2), 6:2         |
| Zwycięzca     | 3. | 2010 | Barletta | Ceglana      | Steve Darcis         | 6:3, krecz          |
| Zwycięzca     | 4. | 2010 | Bytom    | Ceglana      | Facundo Bagnis       | 6:0, 6:3            |
| Zwycięzca     | 5. | 2010 | Cancún   | Ceglana      | Carlos Berlocq       | 6:4, 6:0            |
| Zwycięzca     | 6. | 2013 | Todi     | Ceglana      | Santiago Giraldo     | 7:6(5), 2:6, 7:6(6) |
| Zwycięzca     | 7. | 2014 | Panama   | Ceglana      | Blaž Rola            | 7:5, 5:7, 6:2       |